# Liste der Monuments historiques in Mathons
Die Liste der Monuments historiques in Mathons führt die Monuments historiques in der französischen Gemeinde Mathons auf.

## Liste der Immobilien
| Bezeichnung                       | Beschreibung   | Standort          | Kennzeichnung | Schutzstatus | Datum | Bild           |
| --------------------------------- | -------------- | ----------------- | ------------- | ------------ | ----- | -------------- |
| Kirche Notre-Dame-de-l’Assomption | um 1200 erbaut | Grande Rue (Lage) | PA00135314    | Classé       | 1995  | weitere Bilder |

## Liste der Objekte
| Bezeichnung | Beschreibung                    | Standort                                        | Kennzeichnung | Schutzstatus | Datum | Bild |
| ----------- | ------------------------------- | ----------------------------------------------- | ------------- | ------------ | ----- | ---- |
| Wandgemälde | vom Anfang des 16. Jahrhunderts | in der Kirche Notre-Dame-de-l’Assomption (Lage) | PM52001859    | Inscrit      | 1995  |      |